# 해바라기 가족
"해바라기 가족"은 1961년 공개된 대한민국의 영화이다.

## 배역
- 최무룡 : 정창식 역
- 조미령 : 미원 역
- 이빈화 : 정진구의 아내 역
- 엄앵란 : 정영애 역
- 김승호 : 정진구 역
- 석금성
- 장민호
- 최봉 : 정정식 역